# Plagiochasma wrightii
Plagiochasma wrightii là một loài rêu trong họ Aytoniaceae. Loài này được Sull. mô tả khoa học đầu tiên năm 1856.